# Дубровский, Евгений Васильевич
Евге́ний Васи́льевич Дубро́вский (псевдоним Лесни́к; 1870—1941) — русский советский писатель, журналист, лесничий.

## Биография
Евгений Дубровский родился 28 декабря 1870 года в Рыбинске в семье военного врача. В детские годы вместе с семьёй часто переезжал. После окончания юридического факультета Санкт-Петербургского университета служил в Министерстве земледелия. Занимался также журналистикой, с 1904 года был сотрудником газеты «Новое время». Писал о материалы о лесе, охоте и природе. С 1914 года работал лесничим на Урале. В 1918 году переехал во Владимир, работал прорабом по заготовке топлива и плотогоном. В 1924 году переехал в Ленинград, и в том же году опубликовал свои первые новеллы в «Вечерней Красной газете». Посвятил себя исключительно литературной деятельности, писал о природе. Взяв себе псевдоним Лесник, Дубровский подчёркивал, что в своих произведениях он делится впечатлениями, полученными за годы работы в лесах. В 1928 году вышли его книги для детей «Волк», «Самолов», «Первый снег», «Тетеревенок-великан». Позднее были изданы его книги для взрослых: «Встречи в лесу», «Далекие годы», «Лесной шум». Был сотрудником детских журналов «Ёж» и «Чиж». Всего с 1924 по 1941 год Дубровский написал около 40 книг, из которых примерно 30 — книги для детей. Некоторые из его произведений позднее переиздавались.
Евгений Дубровский погиб 23 ноября 1941 года в блокадном Ленинграде. Похоронен на Шуваловском кладбище.